# Bastuklubbslagen
Bastuklubbslagen, egentligen Lag (SFS 1987:375) om förbud mot s.k. bastuklubbar och andra liknande verksamheter, stadgade om förbud mot så kallade bastuklubbar och liknande sammankomster. Lagstiftarnas syfte var att förhindra en hivepidemi bland män som har sexuellt umgänge med män. Bastuklubbslagen trädde i kraft 1 juli 1987 och upphävdes  1 juli 2004, i samband med en revision av smittskyddslagen.

## Lagen
Bastuklubbslagen innehöll tre paragrafer:
- Den första paragrafen hänvisade till smittskyddslagen (1988:1472) och den bilaga som tillskrivits just till skydd mot spridning av HIV. Med anledning av detta infördes ett förbud mot att anordna vissa tillställningar och sammankomster.
- Paragraf två slog fast att tillställning eller sammankomst som allmänheten hade tillträde till inte fick vara utformad så att den kunde underlätta sexuella förbindelser. Ett tillägg i paragrafen sade dock att en privat tillställning, eller sammankomst där inbjudan eller medlemskap krävdes, inte innefattades av lagen så länge arrangörernas verksamhet inte uteslutande handlade om att anordna den typen av tillställningar.
- I den tredje paragrafen stod att den som bröt mot denna lag kunde dömas till fängelse i upp till två år, eller i mildare fall böter. Paragrafen gav även polismyndigheten rätt att utrymma eller förbjuda tillträde till en viss lokal eller plats om misstankar om brott förelåg.[2]

## Konsekvenser
Under de år som lagen gällde bedrevs spaning från polisen mot nio lokaler; samtliga dessa var ställen där män träffades för att träffa andra män. Under denna tid väcktes åtal vid fyra tillfällen, varav tre ledde till fällande domar. Samtliga åtal skedde mellan 1992 och 1996, och sedan dess har inte ens spaningsarbete förekommit mot misstänkt bastuklubbsverksamhet.

## Kritik
RFSL och RFSU menade att bastuklubbslagen skulle tvinga homosexuella män att knyta sina sexuella kontakter på platser där de riskerade att utsättas för våld, vilket även skulle öka smittorisken istället för det motsatta. Enligt den forskning som gjorts har inte heller lagstiftningen lett till att smittspridningen av HIV minskat. Lagen avskaffades till slut 1 juli 2004, då smittskyddslagen reviderades.

## Källhänvisningar
1. ↑  QX - sagan om bastuklubbslagen
2. ↑  Svensk författningssamling (SFS 1987:375)
3. 1 2  RFSL.se: Bastuklubbslagen fyller inget syfte och bör avskaffas, publicerad 31 maj 2001, hämtad 23 juli 2009.